# هاري هوبكنز
هاري لويد هوبكنز (بالإنجليزية: Harry Hopkins)‏ (17 أغسطس 1890 - 29 يناير 1946) هو موظف اجتماعي أمريكي، وكان وزير التجارة الثامن، وأحد المستشارين الرئيسيين للرئيس فرانكلين روزفلت. وكان أحد من مهندسي الصفقة الجديدة،  وخاصة برامج الإغاثة من إدارة تقدم الأعمال (WPA)، التي تم توجيهها وبناؤها لتكون أكبر مصدر وظائف في البلاد. وكان في الحرب العالمية الثانية كبير مستشاري روزفلت الدبلوماسيين وحلال المشاكل.
ولد هوبكينز في ولاية أيوا، واستقر هوبكنز في مدينة نيويورك بعد تخرجه من كلية غرينيل. قبل منصبا في مكتب رعاية الأطفال في مدينة نيويورك وعمل مع مختلف منظمات العمل الاجتماعي والصحة العامة. انتخب رئيسا للجمعية الوطنية للأخصائيين الاجتماعيين في عام 1923. في عام 1931، عينه جيسي ستراوس كمدير تنفيذي لإدارة الإغاثة الطارئة في نيويورك. جذبت قيادته للبرنامج انتباه روزفلت الذي كان وقتها حاكم نيويورك، وجلبه معه إلى مجلس وزرائه بعد فوزه في انتخابات الرئاسة عام 1932. أشرف هوبكنز على الإدارة الاتحادية للإغاثة، وإدارة الأعمال المدنية، وإدارة تقدم الأعمال. كما شغل منصب وزير التجارة من 1938 إلى 1940.
كان هوبكنز مستشارا في السياسة الخارجية ودبلوماسيا خلال الحرب العالمية الثانية. وكان شخصية رئيسية في برنامج الإقراض الذي أرسل 50 مليار دولار في شكل مساعدات للحلفاء؛ وقد مدحه ونستون تشرشل في مذكراته واصفا إياه بأنه «زعيم طبيعي للرجال» وأنه صاحب «روح متقدة». تناول هوبكنز «الأولويات والإنتاج والمشاكل السياسية مع الحلفاء والإستراتيجيات، حيث اهتم باختصار بكل ما قد يهم الرئيس». حضر هوبكينز المؤتمرات الرئيسية لقوات الحلفاء، بما في ذلك مؤتمر القاهرة، ومؤتمر طهران، مؤتمر الدار البيضاء، ومؤتمر يالطا. تدهورت صحته بعد عام 1939 بسبب سرطان المعدة، وتوفي في عام 1946 في سن 55 عاما.

## روابط خارجية
- هاري هوبكنز على موقع الموسوعة البريطانية (الإنجليزية)
- هاري هوبكنز على موقع مونزينجر (الألمانية)
- هاري هوبكنز على موقع إن إن دي بي (الإنجليزية)